# Leptinotarsa decemlineata
Leptinotarsa decemlineata là một loài bọ cánh cứng trong họ Chrysomelidae được tìm thấy ở miền nam Bắc Mỹ, có thể là Mexico.
Loài bọ cánh cứng này dài khoảng 10 mm, với thân màu cam/vàng và năm sọc nâu đậm dọc theo chiều dài của mỗi cánh trên. Loài này có thể dễ dàng bị nhầm lẫn với các anh em gần gũi của nó và trông giống chúng, bọ cánh cứng khoai tây giả.
Bọ cánh cứng Colorado là một sinh vật gây hại nghiêm trọng cho khoai tây. Chúng cũng có thể gây ra thiệt hại đáng kể cho cà chua và cà tím. Con trưởng thành và ấu trùng ăn lá cây và có thể làm giảm năng suất cây trồng. Thuốc trừ sâu hiện nay là phương pháp chính của kiểm soát bọ cánh cứng trên trang trại. Tuy nhiên, nhiều hóa chất thường không thành công khi sử dụng chống lại sâu bệnh này bởi vì chúng có khả năng nhanh chóng phát triển kháng thuốc. Loài bọ cánh cứng này đã phát triển khả năng kháng với tất cả các lớp học trừ sâu chính, mặc dù không phải tất cả dân số có khả năng chống các chất hóa học.